# Stephen Robinson
Stephen Kern Robinson (født 26. oktober 1955) er en amerikansk NASA-astronaut,
Han begyndte at arbejde for NASA i 1975 som studerendepraktikant.
I 2010 var han med som missionsspecialist og flyvemaskinistcertifikat på STS-130.